# Weinmannia dichotoma
Weinmannia dichotoma är en tvåhjärtbladig växtart som beskrevs av Brongn. & Gris. Weinmannia dichotoma ingår i släktet Weinmannia och familjen Cunoniaceae. Utöver nominatformen finns också underarten W. d. monticola.